# Quadrilátero Cruls
O quadrilátero Cruls foi a demarcação feita pela Missão Cruls para o território do novo distrito federal, no Planalto Central do Brasil.
Tinha formato retangular e sua área era de 14.440 km².  O sucesso de sua demarcação foi tamanho que resultou na criação da Comissão de Estudos da Nova Capital da União, com base nos apontamentos do relatório Cruls:
“Além dos predicados terrestres, o clima desses lugares é perfeitamente regular; neles reina constante aragem, sempre junta a uma temperatura invariável. As noites são tão claras como o dia, sem ventos nem frio áspero; em conclusão, entendo que aí tudo se reúne para facilitar absolutamente a existência humana”.
“Quanto aos inconvenientes ou desvantagens que dessa medida podem provir, acreditamos que eles só existem na imaginação de um pequeno número de pessoas pouco propensas às ideias progressistas e que, considerando insuperáveis as dificuldades que lhes são inerentes, acham preferível não sair das trilhas da velha rotina, esquecendo-se que esta é incompatível com todo e qualquer progresso” 